# Martin Freeman
Martin John Christopher Freeman  (sinh ngày 8 tháng 9 năm 1971) là nam diễn viên người Anh, được biết đến nhiều qua vai diễn Tim Canterbury trong bộ phim hài sitcom của Anh The Office, bác sĩ John Watson trong series phim trinh thám Sherlock, Bilbo Baggins trong 3 phần phim The Hobbit.
Anh cũng tham gia một số phim khác như phim hài tình cảm Love Actually (2003), phim khoa học viễn tưởng hài The Hitchhiker's Guide to the Galaxy (2005), phim hài Nativity! (2009) và cả trong loạt phim Three Flavours Cornetto nổi bật nhất là phần phim The World's End (2013). Trong cả sự nghiệp, anh đã được nhận 1 giải Emmy, 1 giải BAFTA, 1 giải Empire cùng rất nhiều đề cử, trong đó có 2 đề cử giải Emmy, 2 đề cử giải BAFTA, 1 giải Saturn và 1 giải Quả Cầu Vàng.

## Các phim tham gia

### Điện ảnh
| Năm  | Phim                                      | Vai                                  | Ghi chú       |
| ---- | ----------------------------------------- | ------------------------------------ | ------------- |
| 1998 | I Just Want to Kiss You                   | Frank                                | Phim ngắn     |
| 1999 | Exhaust                                   | The Car Owner                        | Phim ngắn     |
| 2000 | The Low Down                              | Solomon                              |               |
| 2001 | Round About Five                          | The Man                              | Phim ngắn     |
| 2001 | Fancy Dress                               | Pirate                               |               |
| 2002 | Ali G Indahouse                           | Richard Cunningham                   |               |
| 2003 | Love Actually                             | John                                 |               |
| 2004 | Blake's Junction 7                        | Vila                                 | Phim ngắn     |
| 2004 | Call Register                             | Kevin                                |               |
| 2004 | Shaun of the Dead                         | Declan                               | Vai khách mời |
| 2005 | The Hitchhiker's Guide to the Galaxy      | Arthur Dent                          |               |
| 2006 | Confetti                                  | Matt Norris                          |               |
| 2006 | Breaking and Entering                     | Sandy Hoffmann                       |               |
| 2007 | Dedication                                | Jeremy                               |               |
| 2007 | The Good Night                            | Gary Shaller                         |               |
| 2007 | Hot Fuzz                                  | Met. Sergeant                        |               |
| 2007 | Lonely Hearts                             | The Pig                              | Phim ngắn     |
| 2007 | The All Together                          | Chris Ashworth                       |               |
| 2007 | Rubbish                                   | Kevin                                | Phim ngắn     |
| 2007 | Nightwatching                             | Rembrandt van Rijn                   |               |
| 2008 | Rembrandt's J'Accuse                      | Rembrandt van Rijn                   | Phim tài liệu |
| 2009 | Nativity!                                 | Paul Maddens                         |               |
| 2009 | Swinging with the Finkels                 | Alvin Finkel                         |               |
| 2010 | Wild Target                               | Hector Dixon                         |               |
| 2010 | The Girl is Mime                          | Clive Buckle                         | Phim ngắn     |
| 2011 | What's Your Number?                       | Simon                                |               |
| 2012 | The Pirates! Band of Misfits              | The Pirate with a Scarf (lồng tiếng) |               |
| 2012 | Animals                                   | Albert                               |               |
| 2012 | The Hobbit: An Unexpected Journey         | Bilbo Baggins                        |               |
| 2013 | The World's End                           | Oliver Chamberlain                   |               |
| 2013 | Svengali                                  | Don                                  |               |
| 2013 | Saving Santa                              | Bernard D. Elf (lồng tiếng)          |               |
| 2013 | The Hobbit: The Desolation of Smaug       | Bilbo Baggins                        |               |
| 2013 | The Voorman Problem                       | Dr. Williams                         | Phim ngắn     |
| 2014 | The Hobbit: The Battle of the Five Armies | Bilbo Baggins                        |               |
| 2015 | Midnight of My Life                       | Steve Marriott                       | Phim ngắn     |
| 2015 | Tubby Hayes: A Man in a Hurry             | Narrator                             | Phim tài liệu |
| 2016 | Whiskey Tango Foxtrot                     | Iain MacKelpie                       |               |
| 2016 | Captain America: Civil War                | Everett K. Ross                      |               |
| 2017 | Ghost Stories                             | Mike Priddle                         |               |
| 2017 | Cargo                                     | Andy Rose                            |               |
| 2018 | Black Panther: Chiến binh Báo Đen         | Everett K. Ross                      |               |
| 2019 | The Operative                             | Thomas                               |               |
| 2019 | Ode to Joy                                | Charlie                              |               |
| 2020 | A Christmas Carol                         | Bob Cratchit (lồng tiếng)            |               |
| 2022 | Chiến binh Báo Đen: Wakanda bất diệt      | Everett K. Ross                      |               |
| 2024 | Nàng thơ của Miller                       | Jonathan Miller                      |               |

### Truyền hình
| Năm       | Phim                                  | Vai                               | Ghi chú                                                |
| --------- | ------------------------------------- | --------------------------------- | ------------------------------------------------------ |
| 1997      | The Bill                              | Craig Parnell                     | Tập phim: "Mantrap"                                    |
| 1997      | This Life                             | Stuart                            | Tập phim: "Last Tango in Southwark"                    |
| 1998      | Casualty                              | Ricky Beck                        | Tập phim: "She Loved the Rain"                         |
| 1998      | Picking up the Pieces                 | Brendan                           | Tập phim: "1.7"                                        |
| 2000      | Bruiser                               | Nhiều vai khác nhau               | 6 tập                                                  |
| 2000      | Lock, Stock...                        | Jaap                              | 2 tập                                                  |
| 2000      | Black Books                           | Doctor                            | Tập phim: "Cooking the Books"                          |
| 2001      | World of Pub                          | Nhiều vai khác nhau               | 5 tập                                                  |
| 2001      | Men Only                              | Jamie                             | Phim truyền hình                                       |
| 2001–2003 | The Office                            | Tim Canterbury                    | 14 tập                                                 |
| 2002      | Helen West                            | DC Stone                          | 3 tập                                                  |
| 2002      | Linda Green                           | Matt                              | Tập phim: "Easy Come, Easy Go"                         |
| 2003      | Charles II: The Power and The Passion | Lord Shaftesbury                  | Miniseries                                             |
| 2003      | The Debt                              | Terry Ross                        | Phim truyền hình                                       |
| 2003      | Margery and Gladys                    | D.S. Stringer                     | Phim truyền hình                                       |
| 2003–2004 | Hardware                              | Mike                              | 12 tập                                                 |
| 2004      | Pride                                 | Fleck                             | Phim truyền hình                                       |
| 2005      | The Robinsons                         | Ed Robinson                       | 6 tâp                                                  |
| 2007      | Comedy Showcase                       | Greg Wilson                       | Tập phim: "Other People"                               |
| 2007      | The Old Curiosity Shop                | Mr. Codlin                        | Phim truyền hình                                       |
| 2008      | When Were We Funniest?                | Himself                           | 4 tập                                                  |
| 2009      | Boy Meets Girl                        | Danny Reed                        | Miniseries                                             |
| 2009      | Micro Men                             | Chris Curry                       | Phim truyền hình                                       |
| 2010–2017 | Sherlock                              | Dr. John Watson                   | 13 tập                                                 |
| 2014–2015 | Fargo                                 | Lester Nygaard / Người dẫn chuyện | 11 tập                                                 |
| 2014      | The Life of Rock with Brian Pern      | Young Brian Pern                  | Tập phim: "Jukebox Musical"                            |
| 2014      | Saturday Night Live                   | Host                              | Tập: "Martin Freeman/Charli XCX"                       |
| 2015      | The Eichmann Show                     | Milton Fruchtman                  | Phim truyền hình                                       |
| 2015      | Robot Chicken                         | Reverend Parris (lồng tiếng)      | Tập phim: "Zero Vegetables"                            |
| 2015      | Toast of London                       | Himself                           | Tập phim: "Global Warming"                             |
| 2015      | Stick Man                             | Stick Man (lồng tiếng)            | Phim truyền hình                                       |
| 2016–2017 | StartUp                               | Phil Rask                         | 20 tập                                                 |
| 2017      | Carnage: Swallowing the Past          | Jeff                              | Phim truyền hình                                       |
| 2018      | To Provide All People                 | Consultant Cardiologist           | Phim truyền hình                                       |
| 2019      | A Confession                          | Det. Supt. Steve Fulcher          | 6 tập                                                  |
| 2020–2023 | Breeders                              | Paul Worsley                      | Vai chính; cũng là người tạo và nhà sản xuất điều hành |
| 2020      | Talking Heads                         | Graham                            | Tập phim: "A Chip in the Sugar"                        |
| 2021      | DuckTales                             | Poe De Spell (lồng tiếng)         | Tập phim: "The Life and Crimes of Scrooge McDuck!"     |
| 2022      | The Responder                         | Chris                             | Bộ phim năm phần                                       |
| 2022      | Angelyne                              | Harold Wallach                    |                                                        |
| 2023      | Secret Invasion                       | Everett K. Ross                   | Hậu kỳ                                                 |

## Các giải thưởng và đề cử
| Năm  | Đối tượng đề cử                                  | Award                                                   | Category                                                                       | Result    |
| ---- | ------------------------------------------------ | ------------------------------------------------------- | ------------------------------------------------------------------------------ | --------- |
| 2002 | The Office                                       | British Comedy Awards                                   | Best Comedy Actor                                                              | Đề cử     |
| 2004 | The Office (cho "The Office Christmas Specials") | BAFTAs                                                  | Best Comedy Performance                                                        | Đề cử     |
| 2004 | The Office (cho "The Office Christmas Specials") | British Comedy Awards                                   | Best TV Comedy Actor                                                           | Đề cử     |
| 2004 | Love Actually                                    | Phoenix Film Critics Society                            | Best Cast                                                                      | Đề cử     |
| 2004 | Love Actually                                    | Washington DC Area Film Critics Association Award       | Best Ensemble Cast                                                             | Đoạt giải |
| 2004 | Love Actually                                    | Critics' Choice Movie Awards                            | Best Acting Ensemble                                                           | Đề cử     |
| 2004 | Hardware                                         | Rose d'Or                                               | Best Male Comedy Performance                                                   | Đoạt giải |
| 2011 | Sherlock                                         | BAFTAs                                                  | Best Supporting Actor                                                          | Đoạt giải |
| 2012 | Sherlock                                         | BAFTAs                                                  | Best Supporting Actor                                                          | Đề cử     |
| 2012 | Sherlock (for "A Scandal in Belgravia")          | Primetime Emmy Award                                    | Outstanding Supporting Actor in a Miniseries or a Movie                        | Đề cử     |
| 2012 | Sherlock (for "A Scandal in Belgravia")          | Gold Derby TV Awards                                    | TV Movie/Miniseries Supporting Actor                                           | Đoạt giải |
| 2012 | Sherlock                                         | Crime Thriller Awards                                   | Best Supporting Actor                                                          | Đoạt giải |
| 2012 | Sherlock                                         | Online Film Critics' Awards                             | Best Supporting Actor in a Motion Picture or Miniseries                        | Đề cử     |
| 2012 | Sherlock                                         | PAAFTJ Awards                                           | Best Cast in a Miniseries or TV Movie                                          | Đoạt giải |
| 2012 | Sherlock                                         | PAAFTJ Awards                                           | Best Supporting Actor in a Miniseries or TV Movie                              | Đề cử     |
| 2012 | Sherlock                                         | Tumblr TV Awards                                        | Hottest Male Character in a TV Show                                            | Đề cử     |
| 2012 | Sherlock                                         | Tumblr TV Awards                                        | Outstanding Supporting Actor in a Drama Series                                 | Đoạt giải |
| 2012 | Sherlock                                         | Tumblr TV Awards                                        | Best Male Character in a TV Series                                             | Đề cử     |
| 2012 | Sherlock                                         | Tumblr TV Awards                                        | Best Cast in a TV Show                                                         | Đoạt giải |
| 2012 | The Hobbit: An Unexpected Journey                | Total Film Hotlist Awards                               | Hottest Actor                                                                  | Đề cử     |
| 2013 | The Hobbit: An Unexpected Journey                | Empire Awards                                           | Best Actor                                                                     | Đoạt giải |
| 2013 | The Hobbit: An Unexpected Journey                | Saturn Award                                            | Best Actor                                                                     | Đề cử     |
| 2013 | The Hobbit: An Unexpected Journey                | MTV Movie Awards                                        | Best Scared-as-S**t Performance                                                | Đề cử     |
| 2013 | The Hobbit: An Unexpected Journey                | MTV Movie Awards                                        | Best Hero                                                                      | Đoạt giải |
| 2013 | The Hobbit: An Unexpected Journey                | SFX Awards                                              | Best Actor                                                                     | Đề cử     |
| 2013 | The Hobbit: An Unexpected Journey                | Shorts Awards                                           | Visionary Actor                                                                | Đoạt giải |
| 2013 | The Hobbit: An Unexpected Journey                | New Zealand Movie Awards                                | Hero of the Year                                                               | Đề cử     |
| 2013 | The Hobbit: An Unexpected Journey                | Constellation Awards                                    | Best Male Performance In A 2012 Science Fiction Film, TV Movie, Or Mini-Series | Đề cử     |
| 2013 | The Hobbit: An Unexpected Journey                | Tumblr Movie Awards                                     | Best Leading Actor                                                             | Đề cử     |
| 2013 | The Hobbit: An Unexpected Journey                | Tumblr Movie Awards                                     | Best Ship                                                                      | Đề cử     |
| 2013 | The Hobbit: An Unexpected Journey                | Online Film Critics' Awards                             | Most Cinematic Moment                                                          | Đề cử     |
| 2013 | The Hobbit: An Unexpected Journey                | Stella Awards                                           | Best Actor in a Leading Role                                                   | Đoạt giải |
| 2013 | The World's End                                  | Alternative End of Year Film Awards                     | Best Ensemble Cast                                                             | Đoạt giải |
| 2014 | The Hobbit: The Desolation of Smaug              | Empire Awards                                           | Best Actor                                                                     | Đề cử     |
| 2014 | The Hobbit: The Desolation of Smaug              | MTV Movie Awards                                        | Best Hero                                                                      | Đề cử     |
| 2014 | The Hobbit: The Desolation of Smaug              | Constellation Awards                                    | Best Male Performance In A 2013 Science Fiction Film, TV Movie, Or Mini-Series | 2nd Place |
| 2014 | The Hobbit: The Desolation of Smaug              | YouReviewers Awards                                     | Best Hero                                                                      | Đề cử     |
| 2014 | The Hobbit: The Desolation of Smaug              | Stella Awards                                           | Best Actor in a Leading Role                                                   | Đoạt giải |
| 2014 | The Hobbit: The Desolation of Smaug              | Online Film Critics' Awards                             | Most Cinematic Moment                                                          | Đề cử     |
| 2014 | The Hobbit: The Desolation of Smaug              | CinEuphoria Awards                                      | Best Ensemble                                                                  | Đề cử     |
| 2014 | Fargo                                            | Critics' Choice Television Awards                       | Best Actor in a Movie or Mini-Series                                           | Đề cử     |
| 2014 | Fargo                                            | Primetime Emmy Awards                                   | Outstanding Lead Actor in a Miniseries or a Movie                              | Đề cử     |
| 2014 | Fargo                                            | Online Film Critics' Awards                             | Best Actor in a Motion Picture or Miniseries                                   | Đề cử     |
| 2014 | Fargo                                            | Online Film Critics' Awards                             | Best Ensemble in a Motion Picture or Miniseries                                | Đề cử     |
| 2014 | Fargo                                            | Golden Globe Award                                      | Golden Globe Award for Best Actor – Miniseries or Television Film              | Đề cử     |
| 2014 | Fargo                                            | Crime Thriller Awards                                   | Best Actor                                                                     | Đề cử     |
| 2014 | Sherlock                                         | Crime Thriller Awards                                   | Best Actor                                                                     | Đề cử     |
| 2014 | Critics' Choice Television Awards                | Best Supporting Actor in a Movie or Mini-Series         | Đề cử                                                                          |           |
| 2014 | Primetime Emmy Awards                            | Outstanding Supporting Actor in a Miniseries or a Movie | Đoạt giải                                                                      |           |
| 2014 | Online Film Critics' Awards                      | Best Supporting Actor in a Motion Picture or Miniseries | Đề cử                                                                          |           |
| 2014 | Online Film Critics' Awards                      | Best Ensemble in a Motion Picture or Miniseries         | Đề cử                                                                          |           |
| 2014 | The World's End                                  | MTV Movie Awards                                        | Best Fight                                                                     | Đề cử     |
| 2015 | The Hobbit: The Battle of Five Armies            | MTV Movie Awards                                        | Best Hero                                                                      | Đề cử     |
| 2015 | The Hobbit: The Battle of Five Armies            | Favorite British Artists of the Year                    | Favourite Actor in a Motion Picture                                            | Đề cử     |
| 2015 | Fargo                                            | Favorite British Artists of the Year                    | Favourite Actor in a Television Series                                         | Đề cử     |
| 2015 | Richard III                                      | The Mousetrap Awards                                    | Best Male Performancer                                                         | Đoạt giải |
| 2016 | Stick Man                                        | British Animation Awards                                | Best Voice Performance                                                         | Đoạt giải |
| 2018 | Labour of Love                                   | WhatsOnStage Awards                                     | Best Actor in a Play                                                           | Đề cử     |
| 2019 | Black Panther: Chiến binh Báo Đen                | Screen Actors Guild Awards                              | Outstanding Performance by a Cast in a Motion Picture                          | Đoạt giải |